# Le Pallet
Le Pallet is een gemeente in het Franse departement Loire-Atlantique (regio Pays de la Loire). De plaats maakt deel uit van het arrondissement Nantes. Le Pallet telde op 1 januari 2022 3.374 inwoners.

## Geografie
De oppervlakte van Le Pallet bedroeg op 1 januari 2022 11,75 vierkante kilometer; de bevolkingsdichtheid was toen 287,1 inwoners per km².

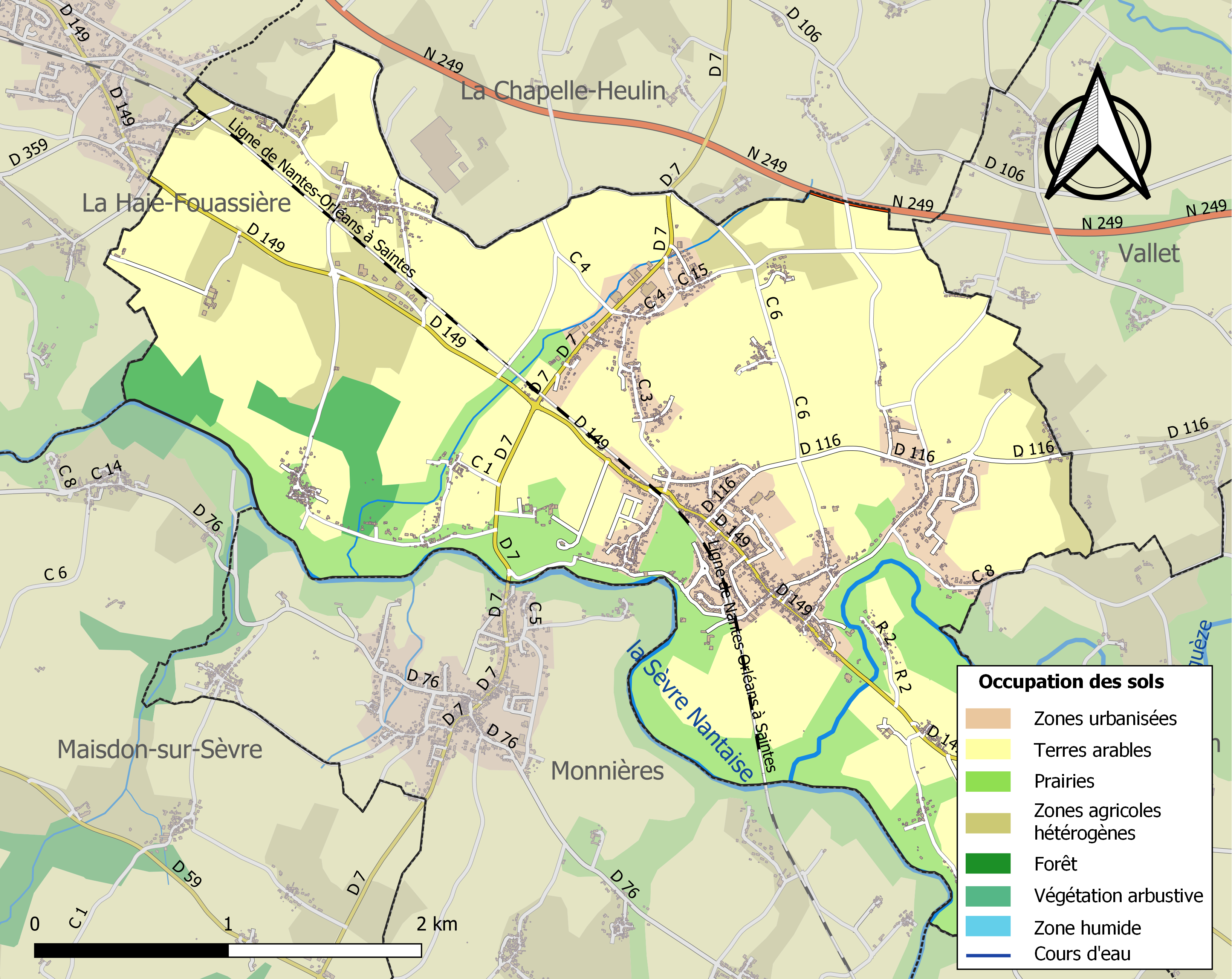
Kaart van de gemeente met de belangrijkste infrastructuur, bodemgebruik en omliggende gemeenten

## Demografie
Onderstaande figuur toont het verloop van het inwonertal (bron: INSEE-tellingen).

## Geboren
- Petrus Abaelardus (1079-1142), theoloog en filosoof